# Wegekreuz Pützstraße
La Wegekreuz Pützstraße se encuentra en las afueras de Dorweiler, en el municipio de Noervenich en el distrito de Düren en Renania del Norte-Westfalia un de los 16 estados federados de Alemania. 
La cruz de piedra fue construida en la segunda mitad del siglo XIX. Se compone de piedra arenisca roja. Consiste en una columna con brazos en forma de una alta cruz.
El monumento se creó el 8 de marzo de 1985 y está en la lista de los monumentos de la comunidad Noervenich registrado bajo el N º9.